# Pawieł Diejniekin
Pawieł Iwanowicz Diejniekin (ros. Павел Иванович Дейнекин, ur. 18 grudnia 1918 w chutorze Popasnoje w powiecie wałujskim w guberni woroneskiej, zm. 22 marca 1945 w Sopocie) – radziecki wojskowy, porucznik, Bohater Związku Radzieckiego (1945).

## Życiorys
Urodził się w rodzinie chłopskiej. Do 1937 skończył 9 klas szkoły średniej w mieście Kyzył-Kyja, później uczył się w szkole w Kałaczu, wkrótce z powodu ciężkiej sytuacji materialnej przerwał naukę. Od listopada 1937 do 1939 uczył się w Riazaniu na rabfaku przy Riazańskim Instytucie Pedagogicznym, po czym podjął studia na Wydziale Historycznym Riazańskiego Instytutu Pedagogicznego. W 1941 został powołany do Armii Czerwonej, w 1942 ukończył szkołę wojsk pancernych w Gorkim i został kandydatem do WKP(b), od 9 lipca 1943 uczestniczył w wojnie z Niemcami. Latem 1943 jako dowódca plutonu czołgów średnich w 54 gwardyjskim pułku czołgów 11 Gwardyjskiej Brygady Zmechanizowanej 5 Gwardyjskiego Korpusu Zmechanizowanego na Froncie Woroneskim i Stepowym, wyróżnił się w operacji biełgorodzko-charkowskiej. 13 lipca 1943 w walkach o wieś Szypy w rejonie obojanskim w obwodzie kurskim zniszczył niemiecki czołg i zabił do 30 niemieckich żołnierzy, a po uszkodzeniu jego czołgu zabił jeszcze kilkunastu Niemców, zanim został ranny. Później dowodził kompanią czołgów T-34 w składzie 19 Gwardyjskiej Brygady Pancernej na Froncie Leningradzkim, od kwietnia do czerwca 1944 2 Ukraińskim, następnie 2 Białoruskim. Jako dowódca kompanii czołgów 19 Gwardyjskiej Brygady Pancernej 3 Gwardyjskiego Korpusu Pancernego 5 Gwardyjskiej Armii Pancernej 3 Frontu Białoruskiego w stopniu porucznika wyróżnił się podczas operacji białoruskiej, w tym walkach na szosie Orsza-Mińsk i w rejonie Tołoczyna, później w walkach o Borysów 1 lipca 1944, o Mińsk 3 lipca i o Wilno 9 lipca, zadając przeciwnikowi duże straty w ludziach i sprzęcie. Za zasługi bojowe 15 lipca 1944 został przedstawiony do odznaczenia tytułem Bohatera Związku Radzieckiego. Później był zastępcą dowódcy batalionu czołgów 19 Gwardyjskiej Brygady Pancernej, na tym stanowisku brał udział w walkach na Pomorzu, w tym o Sopot, gdzie zginął. Decyzję o przyznaniu mu tytułu Bohatera Związku Radzieckiego Prezydium Rady Najwyższej ZSRR podjęło dwa dni po jego śmierci. Został pochowany na skraju lasu k. wsi Witulin, po wojnie jego grób przeniesiono do zbiorowej mogiły poległych czerwonoarmistów do wsi Bojano w powiecie wejherowskim. W jego rodzinnej wsi oraz w Kałaczu ustawiono jego popiersia (w Popasnoje jego imieniem nazwano szkołę średnią), a w Mińsku jego imieniem nazwano ulicę.

## Odznaczenia
- Złota Gwiazda Bohatera Związku Radzieckiego (24 marca 1945)
- Order Lenina (24 marca 1945)
- Order Czerwonej Gwiazdy (dwukrotnie, 18 lipca 1943 i 3 kwietnia 1944)